# ヒコ
ヒコ（彦、比古、日子、毘古）は、男子人名の語尾に付けられる名称の一つ。古くは地域の男性首長や貴族を表す尊称、また原始的カバネの一つ。

## 古代の男子首長や貴族
3 - 6世紀にかけて地域の男性首長や貴族の尊称として使われた。魏志倭人伝に3世紀の対馬国および壱岐国の首長として卑狗（ヒコ）が見える。垂仁天皇紀二年条に旧伊都国の首長・「イトツヒコ（伊都都比古）」が見える。他に伊賀彦、伊勢津彦、磐城彦、宇佐津彦命、長髄彦など地名をおったヒコがしばしば見られるが、それぞれの地域の男子首長と考えられる。同じく首長の称号として3世紀から4世紀にかけて使われたネやミミおよびミと並立しているが、天孫・天神系の英雄にはヒコ、地祇系の英雄にはネが多く使われている。ヒコの方はカバネ制度が確立した後の6世紀まで使われた。ただし、地方の首長ばかりでなく、身分の高い男子を表す尊称となった。こうした使い方は崇神天皇時代以降に現れる、仲彦、弟彦、清彦などである。

## ヒメヒコ制
ヒコはヒメと対で使われる事がしばしば見られる。例えば、宇佐地方（豊国）にはウサツヒコとウサツヒメ、阿蘇地方にアソツヒコとアソツヒメ、芸都（きつ）地方（常陸国）にキツビコ とキツビメが見える。これはヒメヒコ制と呼ばれる古代日本社会の統治形態で、一地域に軍事的男性の長と祭祀的女性の長が共立して支配していたことを意味する。古代社会や原住民社会、とりわけ恒常的戦闘状態の地域では男性集会所（メンズハウス）の展開と別居する女性（子供や老人を含む）集団の形成が見られる。ヒメヒコ制はこうした社会状態の反映と考えられる。

## ヒコ神社
神社に祭られる人物が軍事的英雄のため、神社名あるいは祭神によく見られる。とりわけ北陸にヒコ神社が多い。延喜式神名帳にはヒコ（彦、比古、日子、孫、日古）神社が99あるが、その約半分の47が北陸道に見られる。北陸にはオオビコ（大彦）将軍の伝説があり、北陸の神社に祭られているヒコたちは「オオビコ」の総体あるいは後継と考えられる。ただし苅田比古神・苅田比売神のように稲穂の神霊を人格神化したものや、姉倉比売命の伝説や祭神名から地方首長の神格化と考えた方が妥当であると思われるものがある。